# Marcussen & Søn
Marcussen & Søn er et dansk orgelbyggeri hjemmehørende i Aabenraa, grundlagt 1806 af Jürgen Marcussen (de) (1781-1860) i Vester Sottrup vest for Sønderborg. Han blev 1806 gift med Anna Maria Andresen. Sit første værksted havde han hos svigerfaderen, som var snedker i Lundsgaardsmark vest for V. Sottrup. Senere flyttede han orgelbyggerværkstedet til "Lindely" i V. Sottrup. 1818 blev det første store pibeorgel fremstillet. I 1826 fik Marcussen Andreas Reuter (1798-1847) som medindehaver, og firmaet byggede under navnet «Marcussen og Reuter» orglet i Christiansborg Slotskirke (1829).
1830 flyttede firmaet til Aabenraa, hvor de første vigtige opgaver var i 1833 at ombygge orglet i Roskilde Domkirke og i 1836 i Københavns Domkirke.
Firmaet fremstiller pibeorgler efter klassiske traditioner til kirker og koncertsale. Alle dele fremstilles i håndværksmæssig udførelse fra egen produktion, og aktiviteterne omfatter endvidere restaurering af historiske orgler samt vedligeholdelse.
Da Andreas Reuter døde i 1847, tog Jürgen Marcussen sin søn, Jürgen Andreas (1816-1900), ind i firmaet og og ændrede navn til «Marcussen & Søn». 1847 byggede firmaet orgelet i Lund Domkirke og i Nystad Kirke, Finland (1865). Senere kom en slægtning af Marcussen, Johannes Lassen Zachariassen (1864-1922), med i firmaet. Omkring 1960 var antallet af medarbejdere vokset til 60. Orglerne fra Aabenraa opnåede international anseelse, og der leveredes til store og små kirker i de skandinaviske lande og siden 1960, da sønnen S. Jürgen Zachariassen, cand.polyt., overtog firmaet, til flere lande inden for som uden for Europa – bl.a. til USA og Japan, hvor Marcussen-orglerne også vandt indpas i en række koncertsale. Således er antallet af orgelbygninger vokset til 1125 siden grundlæggelsen i 1806. Heraf er ca. 400 orgler leveret siden 1960, hvor 82 af orglerne er med 3 eller flere manualer.
Det har altid været familiemedlemmer som har ejet og ledet orgelbyggeriet – 1994 omdannedes virksomheden til et aktieselskab, og året efter indtrådte Claudia Zachariassen, cand.negot. – 7. generation i slægten Marcussen/Zachariassen i firmaet, og siden 2002 er hun direktør for orgelbyggeriet.

## Orgler
- Orgel bygget til Musikkens Hus i Aalborg - (2014)
- Orgel bygget til Fakse Kirke i Fakse - (2007)
- Orgel bygget til Grote of St. Laurenskerk i Alkmaar, Holland - (1973)
- Orgel bygget til Nustrup Kirke i Nustrup - (1893)

- Orgelet i Roskilde Domkirke, ombygget 1833
- Orgelet i Ravnsbjergkirken ved Århus, 1976